# Italienische Fußballnationalmannschaft (U-18-Junioren)
Die italienische Fußballnationalmannschaft der U-18-Junioren ist eine Auswahlmannschaft italienischer Fußballspieler der Altersklasse U-18. Sie untersteht dem italienischen Fußball-Dachverband Federazione Italiana Giuoco Calcio (FIGC) und repräsentiert ihn international, etwa in Freundschaftsspielen gegen die Auswahlmannschaften anderer nationaler Verbände oder bei der in dieser Altersklasse ausgetragenen Europameisterschaft.

## Teilnahme an Turnieren und U-18-Meisterschaften
- UEFA-Juniorenturnier
  - Sieger: 1958, 1966
  - Zweiter: 1959
  - Dritter: 1957, 1973, 1980
- Europameisterschaft
  - Zweiter: 1986, 1995, 1999
- Mittelmeerspiele
  - Zweiter: 2018[1]

## Trainerhistorie
(Auswahl)
- 1995–1997: Francesco Rocca
- 2002–2003: Domenico Caso
- 2006–2008: Francesco Rocca
- 2010–2013: Alberico Evani
- 2013–2015: Paolo Vanoli
- 2015–2016: Roberto Baronio
- 2016–2017: Paolo Nicolato
- 2017–2019: Daniele Franceschini
- 2019: Carmine Nunziata
- 2020: Bernardo Corradi
- seit 2020: Daniele Franceschini